# Demokratická strana (Itálie)
Demokratická strana (italsky Partito Democratico, PD) je italská středolevicová politická strana. Vznikla roku 2007 a představuje největší tradiční stranu na italské levici. V posledních volbách v roce 2022 skončila na druhém místě s 19 procenty hlasů. V jejím čele je od roku 2023 Elly Schleinová. V současnosti je v opozici.
Strana byla od svého vzniku do roku 2008 ve vládě s premiérem a zakladatelem PD Romanem Prodim; poté byla jedno volební období v opozici. Mezi lety 2013 a 2018 byla hlavní stranou vládní koalice pod premiéry Enrikem Lettou, Matteem Renzim a Paolem Gentilonim (všechno členové PD). Poté byla strana v opozici až do roku 2019, kdy získala zastoupení v kabinetech nestraníků Giuseppa Conteho (2019-2021) a Maria Draghiho (2021-2022).
Přestože (hlavně za vedení Mattea Renziho) byla strana ovlivněna sociálním liberalismem a progresivismem Třetí cesty, hlavní ideologické trendy PD jsou sociální demokracie a křesťanská levicová tradice.
Mezi prominentní členy strany patří bývalí lídři Walter Veltroni, Dario Franceschini, Maurizio Martina nebo Nicola Zingaretti; v neposlední řadě starosta Říma Roberto Gualtieri. Ve straně také působili prezidenti Itálie Giorgio Napolitano a Sergio Mattarella i tři bývalí premiéři Romano Prodi, Giuliano Amato a Massimo D'Alema. Za účelem vedení vlastní formace stranu opustili centristé Matteo Renzi a Carlo Calenda, stejně jako levicově orientovaný předseda Senátu Pietro Grasso.

## Historie
Strana byla založena 14. října 2007 spojením několika středolevých formací, jež ve volbách roku 2006 byly součástí Hnutí Olivovník a koalice Unie. Volbami roku 2013 se Demokratická strana stala nejsilnější politickou silou Itálie a z jejích řad vzešli tři po sobě následující premiéři: Enrico Letta (2013–2014), Matteo Renzi (2014–2016) a Paolo Gentiloni (2016–2018).
Ve volbách v březnu 2018 se se ziskem 18,72 % stala nejsilnější stranou Středolevicové koalice. Celá koalice však získala jen 122 mandátů v Poslanecké sněmovně, což je poměrně velká ztráta oproti 227 mandátům Hnutí pěti hvězd nebo 265 mandátům, které získala Středopravicová koalice. Špatný volební výsledek vyústil v rezignaci lídrem Mattea Renziho. Vládu sestavilo populistické Hnutí pěti hvězd a Liga severu, demokraté se tak ocitli v opozici. Do čela strany byl následně zvolen Nicola Zingaretti, představitel levicového křídla PD.
Během vládní krize v září 2019 nicméně Liga opustila vládu, což otevřelo dveře k překvapivému vytvoření koalice Demokratické strany a Hnutí pěti hvězd.
Krátce po vstupu do vlády Renzi z Demokratické strany vystoupil a založil novou stranu Italia Viva, což zdůvodnil mimo jiné neshodami se směřováním demokratů.
Italia Viva v lednu 2021 odešla z vládní koalice, která tím přišla o většinu. Krize skončila vytvořením vlády Maria Draghiho, do níž vstoupila většina významných politických stran z celého ideologického spektra, a to včetně Demokratické strany, jež si tak zachovala vládní zastoupení.
Na začátku března téhož roku Zingaretti oznámil rezignaci; svůj krok zdůvodnil zahanbením z vnitrostranických sporů. Do pozice lídra se poté vrátil expremiér Enrico Letta.

## Volební výsledky

### Poslanecká sněmovna
| Volby | Hlasy      | Hlasy | Mandáty | Mandáty | Pozice | Postavení |
| Volby | Abs.       | %     | Abs.    | ±       | Pozice | Postavení |
| ----- | ---------- | ----- | ------- | ------- | ------ | --------- |
| 2008  | 12 434 260 | 33.1  | 217/630 |         | 2.     | Opozice   |
| 2013  | 8 934 009  | 25.5  | 297/630 | ▲80     | ▲1.    | Vláda     |
| 2018  | 6 161 896  | 18.8  | 112/630 | ▼185    | ▼3.    | Vláda     |
| 2022  | 5 356 180  | 19.1  | 69/400  | ▼       | ▲2.    | Opozice   |

### Senát
| Volby | Hlasy      | Hlasy | Mandáty | Mandáty | Pozice |
| Volby | Abs.       | %     | Abs.    | ±       | Pozice |
| ----- | ---------- | ----- | ------- | ------- | ------ |
| 2008  | 11 052 577 | 33.1  | 118/315 |         | 2.     |
| 2013  | 8 400 255  | 27.4  | 112/315 | ▼6      | ▲1.    |
| 2018  | 5 783 360  | 19.1  | 54/315  | ▼58     | ▼4.    |
| 2022  | 5 220 256  | 18.9  | 40/200  | ▲       | ▲2.    |

### Evropský parlament
| Volby | Hlasy      | Hlasy | Mandáty | Mandáty | Pozice |
| Volby | Abs.       | %     | Abs.    | ±       | Pozice |
| ----- | ---------- | ----- | ------- | ------- | ------ |
| 2009  | 8 008 203  | 26.1  | 21/72   |         | 2.     |
| 2014  | 11 203 231 | 40.1  | 31/73   | ▲10     | ▲1.    |
| 2019  | 6 089 853  | 22.7  | 19/76   | ▼12     | ▼2.    |
| 2024  | 5 635 970  | 24.1  | 21/76   | ▲2      | ▬ 2.   |

### Regionální parlamenty
| Region                    | Rok  | Hlasy   | %    | Mandáty | ±  |
| ------------------------- | ---- | ------- | ---- | ------- | -- |
| Údolí Aosty               | 2020 | 10 106  | 15.3 | 7/35    | ▲7 |
| Piemont                   | 2024 | 395 710 | 23.9 | 13/51   | ▲3 |
| Lombardie                 | 2023 | 628 774 | 21.2 | 18/80   | ▲2 |
| Jižní Tyrolsko            | 2023 | 9 707   | 3.5  | 1/35    | ▬0 |
| Tridentsko                | 2023 | 38 689  | 16.7 | 8/35    | ▲3 |
| Benátsko                  | 2020 | 244 881 | 11.9 | 7/51    | ▼2 |
| Furlansko-Julské Benátsko | 2023 | 65 143  | 16.5 | 10/49   | ▬0 |
| Emilia-Romagna            | 2024 | 641 704 | 42.9 | 28/50   | ▲5 |
| Ligurie                   | 2024 | 160 063 | 28.5 | 9/31    | ▲2 |
| Toskánsko                 | 2020 | 560 981 | 34.7 | 23/41   | ▼2 |
| Marche                    | 2020 | 156 394 | 25.1 | 8/31    | ▼8 |
| Umbrie                    | 2024 | 97 089  | 30.2 | 10/21   | ▲5 |
| Lazio                     | 2023 | 313 023 | 20.3 | 11/51   | ▼7 |
| Abruzzo                   | 2024 | 117 497 | 20.3 | 6/31    | ▲3 |
| Molise                    | 2023 | 17 031  | 12.0 | 3/21    | ▲1 |
| Kampánie                  | 2020 | 398 490 | 16.9 | 9/51    | ▼7 |
| Apulie                    | 2020 | 289 188 | 17.3 | 17/51   | ▲3 |
| Basilicata                | 2024 | 36 254  | 13.9 | 3/21    | ▲1 |
| Kalábrie                  | 2021 | 100 437 | 13.2 | 6/31    | ▲1 |
| Sicílie                   | 2022 | 238 761 | 12.8 | 11/70   | ▬0 |
| Sardinie                  | 2024 | 94 411  | 13.8 | 11/60   | ▲3 |

## Současné vedení
- Lídr (Segretario): Elly Schlein (od 2023)
- Předseda (Presidente): Stefano Bonaccini (od 2023)
  - Místopředsedkyně: Chiara Gribaudo (od 2023)
- Lídryně v Poslanecké sněmovně: Chiara Braga (od 2023)
- Lídryně v Senátu: Francesco Boccia (od 2023)

## Seznam lídrů
| Jméno |                    | Ve funkci         | Ve funkci          |
| Jméno | Od                 | Do                |                    |
| ----- | ------------------ | ----------------- | ------------------ |
|       | Walter Veltroni    | 14. října 2007    | 21. února 2009     |
|       | Dario Franceschini | 21. února 2009    | 7. listopadu 2009  |
|       | Pier Luigi Bersani | 7. listopadu 2009 | 20. dubna 2013     |
|       | Guglielmo Epifani  | 11. května 2013   | 15. prosince 2013  |
|       | Matteo Renzi       | 15. prosince 2013 | 12. března 2018    |
|       | Maurizio Martina   | 7. července 2018  | 17. listopadu 2018 |
|       | Nicola Zingaretti  | 17. března 2019   | 14. března 2021    |
|       | Enrico Letta       | 14. března 2021   | 12. března 2023    |
|       | Elly Schlein       | 12. března 2023   | úřadující          |